# Пени Уидмор
Пенелъпи „Пени“ Уидмор е героиня от сериала „Изгубени“, излъчван по американската телевизия ABC. Ролята се изпълнява от Соня Уолгър. Пени е представена в епизода "Live Together, Die Alone" - финалът на втория сезон. Тя е голямата изгубена любов на Дезмънд Хюм и дъщеря на британския финансов магнат и анатагонист Чарлс Уидмор. Въпреки че е само поддържаща героиня, Пени прави запомнящи се появи в три финала на сезони на шоуто, включително "Live Together, Die Alone", "Through the Looking Glass" и "There's No Place Like Home". Взаимоотношенията между Пени и Дезмънд като цяло се харесват на критиците и феновете. В българския дублаж Пени се озвучава от Милена Живкова, а в пети и шести сезон на AXN от Мая Кисьова.

## История
Пени е дъщеря на Чарлз Уидмор (Алън Дейл) и неизвестна жена от Англия. Тя среща за първи път Дезмънд (Хенри Йън Кюзик) през 1994 в манастир в Шотландия и го моли да ѝ помогне с доставката на вино до Карлайл, Камбрия, на което той учтиво се съгласява. Две години по-късно, те живеят заедно, въпреки неодобрението на баща ѝ. Въпреки че двамата са щастливи заедно, взаимоотношенията им са нестабилни поради несъответствието във финансовото състояние на двамата герои.